# Руис, Джон Хайро
Джон Ха́йро Руи́с Барра́нтес (исп. John Jairo Ruiz Barrantes; 10 января 1994, Пунтаренас, Коста-Рика) — коста-риканский футболист, нападающий клуба «Эредиано». Выступал за сборную Коста-Рики.

## Биография
В 16 лет нападающий сумел дебютировать за одну из сильнейших команд Коста-Рики «Саприсса». Параллельно он удачно защищал цвета юношеской сборной страны. Его успешная игра не осталась в стороне от селекционеров «Лилля». В итоге, в 2011 году Хайро Руис уехал играть в Европу. На тот момент ему ещё не исполнилось 17 лет. Первое время нападающий выступал за вторую команду французов. В 2012 году он был отправлен в аренду в бельгийский клуб второго дивизиона «Мускрон-Перювельз». Хайро Руис сумел забить за него 13 мячей в 15 встречах.
С сезона 2013/14 он входит в основной состав «Лилля».
В конце августа 2015 подписал трёхлетний контракт с «Днепром». Однако летом его разорвал.
Летом 2016 стал игроком сербской «Црвены Звезды».

## Сборная
5 марта 2014 года Руис дебютировал за основную сборную Коста-Рики в товарищеском матче против Парагвая. До этого форвард играл за молодёжную сборную страны.